# Pieter Danielse
Pieter Danielse/Daniëlse (Middelburg, 17 mei 1908 – Rotterdam, 17 augustus 1984) was een Nederlands politicus.
Hij werd geboren als zoon van Willem Danielse (1873-1936, houtzager) en Neeltje Cijsouw (1872-1936). Hij deed de hogere handelsschool en ging in mei 1930 werken bij de gemeente Veere. Midden 1933 volgde hij Jan Vader op als gemeentesecretaris van Ritthem en in 1939 werd Danielse daar tevens burgemeester. Bij de gemeentelijke herindeling in 1966 op Walcheren ging Ritthem op in de gemeente Vlissingen waarmee zijn functie kwam te vervallen. Nog geen twee maanden later werd Danielse de burgemeester van Kloetinge en in 1968 werd hij tevens de waarnemend burgemeester van Kattendijke. Bij de gemeentelijk herindeling in 1970 op Zuid-Beveland werden beide gemeenten opgeheven waarmee een einde kwam aan zijn burgemeesterscarrière. In 1984 overleed hij op 76-jarige leeftijd.